# 馬鳴蕭
馬鳴蕭，字和銮，号子乾，直隸青县人。清朝政治人物、進士出身。

## 生平
順治二年（1645年）乙酉科順天鄉試，順治四年（1647年），登進士，历官工部员外郎，有《惕斋诗草》。